# Llista de monuments de Sant Andreu de Llavaneres
Llista de monuments de Sant Andreu de Llavaneres inclosos en l'Inventari del Patrimoni Arquitectònic Català per al municipi de Sant Andreu de Llavaneres (Maresme). Inclou els inscrits en el Registre de Béns Culturals d'Interès Nacional (BCIN) amb la classificació de monuments històrics, els béns culturals d'interès local (BCIL) de caràcter immoble i la resta de béns arquitectònics integrants del patrimoni cultural català.
| Monument                                | Protecció | Estil/època                          | Localització                                                            | Coordenades                                          | Codi?     | Imatge |
| --------------------------------------- | --------- | ------------------------------------ | ----------------------------------------------------------------------- | ---------------------------------------------------- | --------- | --- |
| Cal Toi                                 |           | Obra popular XVI-XVII                | Sant Andreu de Llavaneres Baixada de la Torre Gran, 2 - av. Sant Andreu | 41° 34′ 12″ N, 2° 29′ 01″ E / 41.56987°N,2.4836°E    | IPA-8873  | Cal Toi (Sant Andreu de Llavaneres) · Vegeu més fotos d'aquest monument · Carregueu una nova foto d'aquest monument                                |
| Masoveria de Can Martí-Martí            |           | Obra popular XVII                    | Sant Andreu de Llavaneres Pg. Riera                                     | 41° 34′ 13″ N, 2° 29′ 11″ E / 41.57016°N,2.4863°E    | IPA-8874  | Masoveria de Can Martí-Martí (Sant Andreu de Llavaneres) · Vegeu més fotos d'aquest monument · Carregueu una nova foto d'aquest monument           |
| Can Morera                              |           | Obra popular XVI                     | Sant Andreu de Llavaneres Pg. Joaquim Matas, 65-69                      | 41° 34′ 29″ N, 2° 28′ 39″ E / 41.57472°N,2.4776°E    | IPA-8875  | Can Morera (Sant Andreu de Llavaneres) · Vegeu més fotos d'aquest monument · Carregueu una nova foto d'aquest monument                             |
| Ca n'Amat                               |           | Obra popular XVII                    | Sant Andreu de Llavaneres Pg. Joaquim Matas, 47                         | 41° 34′ 26″ N, 2° 28′ 42″ E / 41.57395°N,2.47824°E   | IPA-8876  | Ca n'Amat (Sant Andreu de Llavaneres) · Vegeu més fotos d'aquest monument · Carregueu una nova foto d'aquest monument                              |
| Can Casals del Torrent                  |           | Obra popular XIV-XV                  | Sant Andreu de Llavaneres Camí Can Cabot Munt, 31                       | 41° 35′ 19″ N, 2° 28′ 42″ E / 41.58863°N,2.47823°E   | IPA-8877  | Carregueu una nova foto d'aquest monument |
| Can Cabotí                              |           | Obra popular XVI                     | Sant Andreu de Llavaneres                                               | 41° 35′ 13″ N, 2° 28′ 39″ E / 41.58702°N,2.47752°E   | IPA-8878  | Carregueu una nova foto d'aquest monument |
| Can Morera dels Tarongers               | BCIL 2013 | Obra popular XVII                    | Sant Andreu de Llavaneres Passatge de les Alzines                       | 41° 34′ 24″ N, 2° 28′ 42″ E / 41.57341°N,2.47841°E   | IPA-8879  | Can Morera dels Tarongers (Sant Andreu de Llavaneres) · Vegeu més fotos d'aquest monument · Carregueu una nova foto d'aquest monument              |
| Can Cabot de la Creu                    |           | Obra popular XVIII                   | Sant Andreu de Llavaneres Av. Sant Andreu, 4                            | 41° 34′ 17″ N, 2° 28′ 55″ E / 41.57127°N,2.48181°E   | IPA-8880  | Carregueu una nova foto d'aquest monument |
| Can Casals o Can Plantí                 |           | Obra popular XVII                    | Sant Andreu de Llavaneres C. Joan Oliver, 6                             | 41° 34′ 29″ N, 2° 28′ 33″ E / 41.57484°N,2.47573°E   | IPA-8881  | Can Casals (Sant Andreu de Llavaneres) · Vegeu més fotos d'aquest monument · Carregueu una nova foto d'aquest monument                             |
| Can Marpera                             |           | Obra popular XVII                    | Sant Andreu de Llavaneres Av. Sant Andreu, 74                           | 41° 34′ 09″ N, 2° 29′ 05″ E / 41.5692°N,2.48479°E    | IPA-8882  | Can Marpera (Sant Andreu de Llavaneres) · Vegeu més fotos d'aquest monument · Carregueu una nova foto d'aquest monument                            |
| Can Lloreda                             |           | Obra popular XV-XVI                  | Sant Andreu de Llavaneres Torrent de Lloreda                            | 41° 34′ 59″ N, 2° 28′ 13″ E / 41.5831°N,2.47025°E    | IPA-8883  | Carregueu una nova foto d'aquest monument |
| Masoveria de Can Cabot                  |           | Obra popular XVII                    | Sant Andreu de Llavaneres                                               | 41° 34′ 11″ N, 2° 29′ 13″ E / 41.569674°N,2.487073°E | IPA-8885  | Carregueu una nova foto d'aquest monument |
| Can Ros o Can Riviere                   |           | Obra popular XVIII                   | Sant Andreu de Llavaneres Pg. Verge de Montserrat, 11                   | 41° 34′ 20″ N, 2° 29′ 07″ E / 41.57233°N,2.48532°E   | IPA-8886  | Can Ros (Sant Andreu de Llavaneres) · Vegeu més fotos d'aquest monument · Carregueu una nova foto d'aquest monument                                |
| Can Cabot d'Avall o Masia Caralt i Sala |           | Obra popular XVIII                   | Sant Andreu de Llavaneres Camí Can Cabot Munt, 6                        | 41° 34′ 54″ N, 2° 28′ 44″ E / 41.58154°N,2.47883°E   | IPA-8887  | Carregueu una nova foto d'aquest monument |
| Mas Nadal                               |           | Obra popular XVII-XVIII              | Sant Andreu de Llavaneres Riera de la Vall                              | 41° 34′ 36″ N, 2° 28′ 20″ E / 41.57672°N,2.47219°E   | IPA-8888  | Mas Nadal (Sant Andreu de Llavaneres) · Vegeu més fotos d'aquest monument · Carregueu una nova foto d'aquest monument                              |
| Can Güell                               |           | Obra popular XVIII                   | Sant Andreu de Llavaneres Pg. de les Monges, 3                          | 41° 34′ 34″ N, 2° 29′ 06″ E / 41.57623°N,2.48501°E   | IPA-8889  | Can Güell (Sant Andreu de Llavaneres) · Vegeu més fotos d'aquest monument · Carregueu una nova foto d'aquest monument                              |
| Can Matas                               |           | Obra popular XIX                     | Sant Andreu de Llavaneres C. Clòsens, 66                                | 41° 34′ 29″ N, 2° 28′ 53″ E / 41.57477°N,2.48152°E   | IPA-8905  | Can Matas (Sant Andreu de Llavaneres) · Vegeu més fotos d'aquest monument · Carregueu una nova foto d'aquest monument                              |
| Can Tamís                               |           | Obra popular XVII                    | Sant Andreu de Llavaneres Camí de Can Tamís, 5                          | 41° 34′ 20″ N, 2° 29′ 10″ E / 41.57231°N,2.48616°E   | IPA-8906  | Can Tamís (Sant Andreu de Llavaneres) · Vegeu més fotos d'aquest monument · Carregueu una nova foto d'aquest monument                              |
| Can Ferrer Sastre                       |           | Obra popular XVIII                   | Sant Andreu de Llavaneres Costat camí de Can Tamís                      | 41° 34′ 18″ N, 2° 29′ 06″ E / 41.57154°N,2.48493°E   | IPA-8907  | Can Ferrer Sastre (Sant Andreu de Llavaneres) · Vegeu més fotos d'aquest monument · Carregueu una nova foto d'aquest monument                      |
| Can Cassany                             |           | Obra popular XVII                    | Sant Andreu de Llavaneres Camí de Can Caralt, 2                         | 41° 34′ 16″ N, 2° 29′ 09″ E / 41.57102°N,2.48588°E   | IPA-8908  | Can Cassany (Sant Andreu de Llavaneres) · Vegeu més fotos d'aquest monument · Carregueu una nova foto d'aquest monument                            |
| Can Valls                               |           | Obra popular, gòtic tardà XVII-XVIII | Sant Andreu de Llavaneres Costat camí de Can Tamís                      | 41° 34′ 15″ N, 2° 29′ 09″ E / 41.5709°N,2.48571°E    | IPA-8909  | Can Valls (Sant Andreu de Llavaneres) · Vegeu més fotos d'aquest monument · Carregueu una nova foto d'aquest monument                              |
| Can Grauperó Vell                       |           | Obra popular XVII                    | Sant Andreu de Llavaneres Roca de la Nau                                | 41° 34′ 54″ N, 2° 29′ 32″ E / 41.58173°N,2.49218°E   | IPA-8910  | Carregueu una nova foto d'aquest monument |
| Can Dalmau                              |           | Obra popular XVIII, XIX              | Sant Andreu de Llavaneres Veral de l'Acatà                              | 41° 35′ 07″ N, 2° 29′ 37″ E / 41.58525°N,2.4935°E    | IPA-8911  | Carregueu una nova foto d'aquest monument |
| Can Cabot d'Amunt                       |           | Obra popular XIV, XIX                | Sant Andreu de Llavaneres                                               | 41° 35′ 13″ N, 2° 28′ 46″ E / 41.58696°N,2.47947°E   | IPA-8912  | Carregueu una nova foto d'aquest monument |
| Can Catà de la Vall                     |           | Obra popular XVII                    | Sant Andreu de Llavaneres                                               | 41° 34′ 33″ N, 2° 28′ 19″ E / 41.57586°N,2.47185°E   | IPA-8913  | Can Catà de la Vall (Sant Andreu de Llavaneres) · Vegeu més fotos d'aquest monument · Carregueu una nova foto d'aquest monument                    |
| Masoveria de Can Catà de la Vall        |           | Obra popular XVI                     | Sant Andreu de Llavaneres La Vall                                       | 41° 34′ 32″ N, 2° 28′ 17″ E / 41.57565°N,2.47128°E   | IPA-8914  | Carregueu una nova foto d'aquest monument |
| Torre Gran, o Hotel del Parc            |           | Modernisme XX                        | Sant Andreu de Llavaneres Av. Catalunya, 35                             | 41° 34′ 11″ N, 2° 28′ 58″ E / 41.56974°N,2.48289°E   | IPA-8915  | Torre Gran (Sant Andreu de Llavaneres) · Vegeu més fotos d'aquest monument · Carregueu una nova foto d'aquest monument                             |
| Can Graupera                            |           | Gòtic XVI, XVII                      | Sant Andreu de Llavaneres Costat torrent d'en Catà                      | 41° 35′ 04″ N, 2° 29′ 41″ E / 41.58439°N,2.4947°E    | IPA-8916  | Carregueu una nova foto d'aquest monument |
| Can Cornell o Masia Graupera            |           | Obra popular XVII                    | Sant Andreu de Llavaneres Camí vell Sant Vicenç                         | 41° 34′ 29″ N, 2° 29′ 10″ E / 41.5747°N,2.48602°E    | IPA-8917  | Carregueu una nova foto d'aquest monument |
| Can Bacardí                             |           | Barroc, obra popular XVIII           | Sant Andreu de Llavaneres Urb. Can Bacardí                              | 41° 34′ 35″ N, 2° 28′ 24″ E / 41.57647°N,2.47326°E   | IPA-8918  | Can Bacardí (Sant Andreu de Llavaneres) · Vegeu més fotos d'aquest monument · Carregueu una nova foto d'aquest monument                            |
| Casa Belvís, Torre de Can Matas         |           | Noucentisme XX                       | Sant Andreu de Llavaneres C. Clòsens, 96                                | 41° 34′ 30″ N, 2° 28′ 47″ E / 41.57508°N,2.47986°E   | IPA-8919  | Casa Belvís (Sant Andreu de Llavaneres) · Vegeu més fotos d'aquest monument · Carregueu una nova foto d'aquest monument                            |
| Torre Matas, Casa Flores                |           | Modernisme XX                        | Sant Andreu de Llavaneres C. Clòsens, 92                                | 41° 34′ 30″ N, 2° 28′ 49″ E / 41.57507°N,2.48021°E   | IPA-8920  | Torre Matas (Sant Andreu de Llavaneres) · Vegeu més fotos d'aquest monument · Carregueu una nova foto d'aquest monument                            |
| Can Mandri                              | BCIL 2013 | Obra popular XVII-XIX                | Sant Andreu de Llavaneres Av. Catalunya, 24                             | 41° 34′ 22″ N, 2° 28′ 58″ E / 41.57272°N,2.4829°E    | IPA-8921  | Can Mandri (Sant Andreu de Llavaneres) · Vegeu més fotos d'aquest monument · Carregueu una nova foto d'aquest monument                             |
| Ajuntament                              |           | Eclecticisme XIX                     | Sant Andreu de Llavaneres Pl. de la Vila, 1                             | 41° 34′ 28″ N, 2° 29′ 00″ E / 41.57452°N,2.48334°E   | IPA-8922  | Ajuntament (Sant Andreu de Llavaneres) · Vegeu més fotos d'aquest monument · Carregueu una nova foto d'aquest monument                             |
| Torre Alfaro                            |           | Modernisme XX                        | Sant Andreu de Llavaneres Pg. Riera, 27-33                              | 41° 34′ 26″ N, 2° 29′ 04″ E / 41.57387°N,2.48451°E   | IPA-8923  | Torre Alfaro (Sant Andreu de Llavaneres) · Vegeu més fotos d'aquest monument · Carregueu una nova foto d'aquest monument                           |
| Parròquia de Sant Andreu de Llavaneres  |           | Neoclassicisme XVIII, XIX            | Sant Andreu de Llavaneres C. de l'Església                              | 41° 34′ 28″ N, 2° 28′ 56″ E / 41.57436°N,2.48231°E   | IPA-8924  | Parròquia de Sant Andreu de Llavaneres (Sant Andreu de Llavaneres) · Vegeu més fotos d'aquest monument · Carregueu una nova foto d'aquest monument |
| Església vella                          |           | Gòtic tardà XVI                      | Sant Andreu de Llavaneres Fora del nucli urbà                           | 41° 34′ 44″ N, 2° 28′ 36″ E / 41.57886°N,2.47665°E   | IPA-8925  | Església vella (Sant Andreu de Llavaneres) · Vegeu més fotos d'aquest monument · Carregueu una nova foto d'aquest monument                         |
| Rectoria vella                          |           | Gòtic tardà, obra popular XVI-XVII   | Sant Andreu de Llavaneres Al costat de l'església vella                 | 41° 34′ 45″ N, 2° 28′ 37″ E / 41.57907°N,2.47695°E   | IPA-8926  | Rectoria vella (Sant Andreu de Llavaneres) · Vegeu més fotos d'aquest monument · Carregueu una nova foto d'aquest monument                         |
| Sant Sebastià                           |           | Obra popular XVI                     | Sant Andreu de Llavaneres A migdia església vella                       | 41° 34′ 34″ N, 2° 28′ 48″ E / 41.57612°N,2.4801°E    | IPA-8928  | Església de Sant Sebastià (Sant Andreu de Llavaneres) · Vegeu més fotos d'aquest monument · Carregueu una nova foto d'aquest monument              |
| Capella de Sant Pere del Morell         |           | Obra popular XX                      | Sant Andreu de Llavaneres Av. Sant Andreu, 3                            | 41° 33′ 28″ N, 2° 29′ 56″ E / 41.55769°N,2.4989°E    | IPA-8929  | Capella de Sant Pere del Morell (Sant Andreu de Llavaneres) · Vegeu més fotos d'aquest monument · Carregueu una nova foto d'aquest monument        |
| Can Rogent                              |           | Obra popular XVI                     | Sant Andreu de Llavaneres                                               | 41° 35′ 07″ N, 2° 28′ 34″ E / 41.58538°N,2.47607°E   | IPA-8930  | Carregueu una nova foto d'aquest monument |
| Can Catà de la Torre o els Àngels       |           | Obra popular XVII                    | Sant Andreu de Llavaneres                                               | 41° 34′ 58″ N, 2° 29′ 14″ E / 41.58282°N,2.48716°E   | IPA-8931  | Can Catà de la Torre (Sant Andreu de Llavaneres) · Modifica el valor a Wikidata · Carregueu una nova foto d'aquest monument                        |
| Can Berenguer                           |           | Obra popular XV                      | Sant Andreu de Llavaneres                                               | 41° 34′ 56″ N, 2° 29′ 23″ E / 41.58233°N,2.48971°E   | IPA-8932  | Can Berenguer (Sant Andreu de Llavaneres) · Vegeu més fotos d'aquest monument · Carregueu una nova foto d'aquest monument                          |
| Can Tries                               |           | Obra popular XVI-XVII                | Sant Andreu de Llavaneres C. Salvador Espriu, 9                         | 41° 34′ 30″ N, 2° 28′ 31″ E / 41.57513°N,2.47518°E   | IPA-8933  | Can Tries (Sant Andreu de Llavaneres) · Vegeu més fotos d'aquest monument · Carregueu una nova foto d'aquest monument                              |
| Can Ribas                               |           | XVI-XVII                             | Sant Andreu de Llavaneres                                               |                                                      | IPA-40067 | Carregueu una nova foto d'aquest monument |
| Can Montalt del Bosch                   | BCIL 2013 | Obra popular XVII                    | Sant Andreu de Llavaneres Camí de Montalt - Turó de Montalt             | 41° 35′ 59″ N, 2° 29′ 39″ E / 41.599858°N,2.494245°E | IPA-45792 | Carregueu una nova foto d'aquest monument |
| Can Solà                                | BCIL 2013 | XVI                                  | Sant Andreu de Llavaneres Camí de Can Cabot d'Amunt                     | 41° 35′ 18″ N, 2° 28′ 34″ E / 41.588256°N,2.475997°E | IPA-45793 | Carregueu una nova foto d'aquest monument |
| Capella de la Mare de Déu de Llorita    | BCIL 2013 | XVI                                  | Sant Andreu de Llavaneres Camí Ral                                      | 41° 35′ 06″ N, 2° 27′ 44″ E / 41.585112°N,2.462298°E | IPA-45794 | Carregueu una nova foto d'aquest monument |
| Can Negoci                              | BCIL 2013 | Obra popular XVIII                   | Sant Andreu de Llavaneres Av. Can Badrines                              | 41° 34′ 41″ N, 2° 28′ 22″ E / 41.577925°N,2.472660°E | IPA-45795 | Carregueu una nova foto d'aquest monument |
| Pedró de Can Catà                       | BCIL 2013 |                                      | Sant Andreu de Llavaneres Barri de la Vall                              | 41° 34′ 30″ N, 2° 28′ 16″ E / 41.575013°N,2.470977°E | IPA-45796 | Carregueu una nova foto d'aquest monument |
| Molí d'en Cabot                         | BCIL 2013 | Obra popular                         | Sant Andreu de Llavaneres Camí de Can Cabot d'Amunt                     |                                                      | IPA-45797 | Carregueu una nova foto d'aquest monument |
| Can Xifré                               | BCIL 2013 | XIX                                  | Sant Andreu de Llavaneres Camí de la Roca Roja                          |                                                      | IPA-45798 | Carregueu una nova foto d'aquest monument |
| Cases de Catà                           | BCIL 2013 |                                      | Sant Andreu de Llavaneres C. del Veïnat de Catà, 18                     | 41° 34′ 50″ N, 2° 29′ 09″ E / 41.580625°N,2.485937°E | IPA-45799 | Carregueu una nova foto d'aquest monument |
| Capella de Ca n'Amat                    | BCIL 2013 | XVIII                                | Sant Andreu de Llavaneres Av. Ca n'Amat                                 | 41° 34′ 26″ N, 2° 28′ 43″ E / 41.573905°N,2.478526°E | IPA-45800 | Capella de Ca n'Amat (Sant Andreu de Llavaneres) · Vegeu més fotos d'aquest monument · Carregueu una nova foto d'aquest monument                   |
| Casa al carrer Doctor, 8                | BCIL 2013 |                                      | Sant Andreu de Llavaneres C. Doctor, 8                                  | 41° 34′ 28″ N, 2° 28′ 54″ E / 41.574418°N,2.481771°E | IPA-45802 | Casa al carrer Doctor, 8 (Sant Andreu de Llavaneres) · Vegeu més fotos d'aquest monument · Carregueu una nova foto d'aquest monument               |
| Rectoria                                | BCIL 2013 | XIX                                  | Sant Andreu de Llavaneres C. de Munt                                    | 41° 34′ 27″ N, 2° 28′ 58″ E / 41.574276°N,2.48279°E  | IPA-45803 | Rectoria (Sant Andreu de Llavaneres) · Vegeu més fotos d'aquest monument · Carregueu una nova foto d'aquest monument                               |
| Can Rubio                               | BCIL 2013 | XVIII                                | Sant Andreu de Llavaneres C. de Munt, 30-32                             | 41° 34′ 25″ N, 2° 28′ 55″ E / 41.573627°N,2.481957°E | IPA-45804 | Can Rubio (Sant Andreu de Llavaneres) · Vegeu més fotos d'aquest monument · Carregueu una nova foto d'aquest monument                              |
| Antic Casino                            | BCIL 2013 |                                      | Sant Andreu de Llavaneres C. de Munt, 49-51                             | 41° 34′ 24″ N, 2° 28′ 53″ E / 41.573198°N,2.481523°E | IPA-45805 | Antic Casino (Sant Andreu de Llavaneres) · Vegeu més fotos d'aquest monument · Carregueu una nova foto d'aquest monument                           |
| Portal del carrer de Munt               | BCIL 2013 | Modernisme XX                        | Sant Andreu de Llavaneres C. de Munt                                    | 41° 34′ 23″ N, 2° 28′ 52″ E / 41.573043°N,2.481089°E | IPA-45806 | Portal del carrer de Munt (Sant Andreu de Llavaneres) · Vegeu més fotos d'aquest monument · Carregueu una nova foto d'aquest monument              |
| Can Farners                             | BCIL 2013 | Modernisme XX                        | Sant Andreu de Llavaneres C. de Munt, 71                                | 41° 34′ 22″ N, 2° 28′ 51″ E / 41.572710°N,2.480942°E | IPA-45807 | Can Farners (Sant Andreu de Llavaneres) · Vegeu més fotos d'aquest monument · Carregueu una nova foto d'aquest monument                            |
| Can Pons                                | BCIL 2013 | Modernisme XIX-XX                    | Sant Andreu de Llavaneres C. Sant Antoni, 18                            | 41° 34′ 17″ N, 2° 28′ 51″ E / 41.571341°N,2.480926°E | IPA-45808 | Can Pons (Sant Andreu de Llavaneres) · Vegeu més fotos d'aquest monument · Carregueu una nova foto d'aquest monument                               |
| Can Terrés                              | BCIL 2013 | Modernisme XX                        | Sant Andreu de Llavaneres C. Sant Antoni, 16                            | 41° 34′ 17″ N, 2° 28′ 51″ E / 41.571471°N,2.480802°E | IPA-45809 | Can Terrés (Sant Andreu de Llavaneres) · Vegeu més fotos d'aquest monument · Carregueu una nova foto d'aquest monument                             |
| Ca l'Utzet                              | BCIL 2013 | Modernisme XX                        | Sant Andreu de Llavaneres Av. Catalunya, 45                             | 41° 34′ 18″ N, 2° 28′ 52″ E / 41.571634°N,2.481206°E | IPA-45810 | Ca l'Utzet (Sant Andreu de Llavaneres) · Vegeu més fotos d'aquest monument · Carregueu una nova foto d'aquest monument                             |
| El Casal, Torre del Sot                 | BCIL 2013 | Modernisme XX                        | Sant Andreu de Llavaneres Av. Catalunya, 56                             | 41° 34′ 18″ N, 2° 28′ 52″ E / 41.571747°N,2.480991°E | IPA-45811 | El Casal (Sant Andreu de Llavaneres) · Vegeu més fotos d'aquest monument · Carregueu una nova foto d'aquest monument                               |
| Masoveria de Can Farners                | BCIL 2013 |                                      | Sant Andreu de Llavaneres C. dels Pintors Masriera, 72                  | 41° 34′ 21″ N, 2° 28′ 53″ E / 41.572407°N,2.481477°E | IPA-45813 | Masoveria de Can Farners (Sant Andreu de Llavaneres) · Vegeu més fotos d'aquest monument · Carregueu una nova foto d'aquest monument               |
| Casa Serra                              | BCIL 2013 | Modernisme XX                        | Sant Andreu de Llavaneres C. dels Pintors Masriera, 18                  | 41° 34′ 21″ N, 2° 28′ 54″ E / 41.572497°N,2.481618°E | IPA-45814 | Casa Serra (Sant Andreu de Llavaneres) · Vegeu més fotos d'aquest monument · Carregueu una nova foto d'aquest monument                             |
| Can Masriera                            | BCIL 2013 | XX                                   | Sant Andreu de Llavaneres C. Cardenal Vives, 30                         | 41° 34′ 23″ N, 2° 28′ 57″ E / 41.573063°N,2.482509°E | IPA-45815 | Can Masriera (Sant Andreu de Llavaneres) · Vegeu més fotos d'aquest monument · Carregueu una nova foto d'aquest monument                           |
| Can Casals                              | BCIL 2013 | Eclecticisme XIX                     | Sant Andreu de Llavaneres C. Cardenal Vives, 20                         | 41° 34′ 24″ N, 2° 28′ 58″ E / 41.573282°N,2.482738°E | IPA-45816 | Can Casals del carrer Cardenal Vives (Sant Andreu de Llavaneres) · Vegeu més fotos d'aquest monument · Carregueu una nova foto d'aquest monument   |
| Font de carrer Cardenal Vives           | BCIL 2013 | XVII                                 | Sant Andreu de Llavaneres C. Cardenal Vives                             | 41° 34′ 23″ N, 2° 28′ 57″ E / 41.572997°N,2.482572°E | IPA-45817 | Carregueu una nova foto d'aquest monument |
| Can Cabotet                             | BCIL 2013 | XIX                                  | Sant Andreu de Llavaneres Av. Sant Andreu, 10                           | 41° 34′ 17″ N, 2° 28′ 55″ E / 41.571452°N,2.482029°E | IPA-45818 | Can Cabotet (Sant Andreu de Llavaneres) · Vegeu més fotos d'aquest monument · Carregueu una nova foto d'aquest monument                            |
| Masoveria de la Torre Gran              | BCIL 2013 | Modernisme XX                        | Sant Andreu de Llavaneres Av. Catalunya, 63                             | 41° 34′ 13″ N, 2° 28′ 56″ E / 41.570175°N,2.482313°E | IPA-45819 | Masoveria de la Torre Gran (Sant Andreu de Llavaneres) · Vegeu més fotos d'aquest monument · Carregueu una nova foto d'aquest monument             |
| Torre del Doctor Vilardell              | BCIL 2013 | XX                                   | Sant Andreu de Llavaneres Baixada de la Torre Gran, 17                  | 41° 34′ 10″ N, 2° 29′ 00″ E / 41.569395°N,2.483457°E | IPA-45820 | Torre del Doctor Vilardell (Sant Andreu de Llavaneres) · Vegeu més fotos d'aquest monument · Carregueu una nova foto d'aquest monument             |
| Can Tolosa                              | BCIL 2013 | Modernisme XX                        | Sant Andreu de Llavaneres Pg. de les Monges, 35                         | 41° 34′ 31″ N, 2° 29′ 09″ E / 41.575389°N,2.485766°E | IPA-45821 | Can Tolosa (Sant Andreu de Llavaneres) · Vegeu més fotos d'aquest monument · Carregueu una nova foto d'aquest monument                             |
| Les Monges                              | BCIL 2013 | Eclecticisme XIX                     | Sant Andreu de Llavaneres Pg. de les Monges, 46                         | 41° 34′ 31″ N, 2° 29′ 09″ E / 41.575148°N,2.485900°E | IPA-45822 | Les Monges (Sant Andreu de Llavaneres) · Vegeu més fotos d'aquest monument · Carregueu una nova foto d'aquest monument                             |
| Can Caralt                              | BCIL 2013 | XVIII-XIX                            | Sant Andreu de Llavaneres Camí de Can Caralt                            | 41° 34′ 19″ N, 2° 29′ 13″ E / 41.571939°N,2.486818°E | IPA-45823 | Can Caralt (Sant Andreu de Llavaneres) · Vegeu més fotos d'aquest monument · Carregueu una nova foto d'aquest monument                             |
| Can Cabot i Vila                        | BCIL 2013 | XVII                                 | Sant Andreu de Llavaneres Pg. Massorrà                                  | 41° 34′ 11″ N, 2° 29′ 13″ E / 41.569780°N,2.486927°E | IPA-45824 | Can Cabot i Vila (Sant Andreu de Llavaneres) · Vegeu més fotos d'aquest monument · Carregueu una nova foto d'aquest monument                       |
| Masoveria de Can Cabot i Vila           | BCIL 2013 | XVII                                 | Sant Andreu de Llavaneres Pg. Massorrà                                  | 41° 34′ 11″ N, 2° 29′ 13″ E / 41.569727°N,2.487027°E | IPA-45825 | Carregueu una nova foto d'aquest monument |
| Torre Massorrà, Cal Doctor Martí Martí  | BCIL 2013 | Neoclassicisme XIX                   | Sant Andreu de Llavaneres Pg. de la Riera, 1                            | 41° 34′ 11″ N, 2° 29′ 09″ E / 41.569739°N,2.485854°E | IPA-45826 | Torre Massorrà (Sant Andreu de Llavaneres) · Vegeu més fotos d'aquest monument · Carregueu una nova foto d'aquest monument                         |
| Can Saragossa                           | BCIL 2013 | XX                                   | Sant Andreu de Llavaneres Pg. dels Til·lers                             | 41° 34′ 10″ N, 2° 29′ 18″ E / 41.569551°N,2.488321°E | IPA-45827 | Carregueu una nova foto d'aquest monument |
| Can Morera de la Vall                   | BCIL 2013 | XVI                                  | Sant Andreu de Llavaneres Pg. Joaquim Matas, 65-69                      | 41° 34′ 30″ N, 2° 28′ 40″ E / 41.574982°N,2.477857°E | IPA-45828 | Carregueu una nova foto d'aquest monument |
| Can Rius                                | BCIL 2013 | XX                                   | Sant Andreu de Llavaneres Camí del Cogoll                               |                                                      | IPA-45829 | Carregueu una nova foto d'aquest monument |
| Torre del Doctor Gallart                | BCIL 2013 | Modernisme XX                        | Sant Andreu de Llavaneres Pg. del Poble Espanyol                        |                                                      | IPA-45830 | Carregueu una nova foto d'aquest monument |